# Quercus yingjiangensis
Quercus yingjiangensis és una espècie de roure que pertany a la família de les fagàcies i està dins del subgènere Cyclobalanopsis, del gènere Quercus.

## Descripció
Quercus yingjiangensis és un arbre perennifoli que creix fins als 20 metres d'altura. Les branques són primes, de color porpra fosc quan s'assequen, lleugerament solcades, subglabres, lenticel·lades, amb lenticel·les grises. El pecíol és prim, 1-1,5 cm. El limbe és oval-lanceolat, de 9-12 x 3-4 cm. La part de sota de les fulles són verdes, farinoses, escassament amb pèls estrellats i glabrescent, base arrodonida a àmpliament cuneades de vegades obliqües, marges serrats i l'àpex acuminat. Les glans són solitàries. La cúpula és en forma de plat d'uns 3 cm de diàmetre, la paret d'uns 2 mm de gruix. Les núcules són ovoides icòniques d'uns 2 x 3 cm.

## Distribució
Quercus yingjiangensis creix a les muntanyes de l'oesta de la província xinesa de Yunnan (Yingjiang Xian, Su-Dian Mo-lon-ho), als 2500 m.
Després de la publicació del tractament familiar per a la Flora de la Xina, aquest nom va ser sinònim de Quercus brevicalyx

## Taxonomia
Quercus yingjiangensis va ser descrita per Rafaël Herman Anna Govaerts i publicat a World Checklist and Bibliography of Fagales 322. 1998.
Etimologia
Quercus: nom genèric del llatí que designava igualment al roure i a l'alzina.
yingjiangensis: epítet